# المطبقة
المطبقة المطبقة هي نوع من الخبز التونسي الذي يعتمده أهل الجنوب عموما في أكلاتهم و خاصة ولاية تطاوين ، تعتبر المطبقة شبيهة لنظيرتها الشباتي الهندية